# Маслов Станіслав Іванович
Станіслав Іванович Маслов (1929 — ?) — український радянський діяч, секретар Сумського обласного комітету КПУ, 1-й секретар Шосткинського районного комітету КПУ Сумської області.

## Біографія
Освіта вища. Член КПРС з 1955 року.
На 1957—1958 роки — директор Недригайлівської машинно-тракторної станції (МТС) Сумської області.
До 1962 року — голова виконавчого комітету Зноб-Новгородської районної ради депутатів трудящих Сумської області.
З квітня 1962 року — начальник Шосткинського територіального виробничого колгоспно-радгоспного управління Сумської області.
У січні 1965 — липні 1967 року — 1-й секретар Шосткинського районного комітету КПУ Сумської області. 
У липні 1967 — 30 березня 1985 року — секретар Сумського обласного комітету КПУ з питань сільського господарства.
15 березня 1985 — квітень 1990 року — голова Сумського обласного комітету народного контролю.
З 1990 року — на пенсії в місті Суми.

## Нагороди
- орден Трудового Червоного Прапора
- ордени
- медалі
- медаль «За трудову доблесть» (26.02.1958)